# 李克新 (1969年)
李克新（1969年1月—），男，中华人民共和国外交官，现任中央外事工作委员会办公室副主任，曾任外交部国际经济司司长。

## 生平
毕业于北京第二外国语学院。1991年，进入中华人民共和国外交部工作，在外交部国际司任职，期间在英国伦敦政治经济学院读研一年。2004年，挂职贵州省黔南布依族苗族自治州都匀市副市长。2006年，任中国常驻联合国代表团参赞。2010年，任外交部国际司参赞，后升任副司长。2012年，改任外交部国际经济司副司长。2015年，任驻美国大使馆公使。2018年初，接替吴玺成为大使馆副馆长。2021年，任外交部国际经济司司长。2024年9月，卸任司长一职，11月起任中央外办副主任。

## 家庭
已婚，有一子。